# Le Ponchel
Le Ponchel ist eine französische Gemeinde mit 212 Einwohnern (Stand 1. Januar 2022) im Arrondissement Arras des Départements Pas-de-Calais. Sie liegt im Kanton Auxi-le-Château und ist Mitglied des Kommunalverbandes Ternois.
| Gennes-Ivergny  |             | Vaulx           |
|                 | Kompass     |                 |
| Vitz-sur-Authie | Willencourt | Auxi-le-Château |

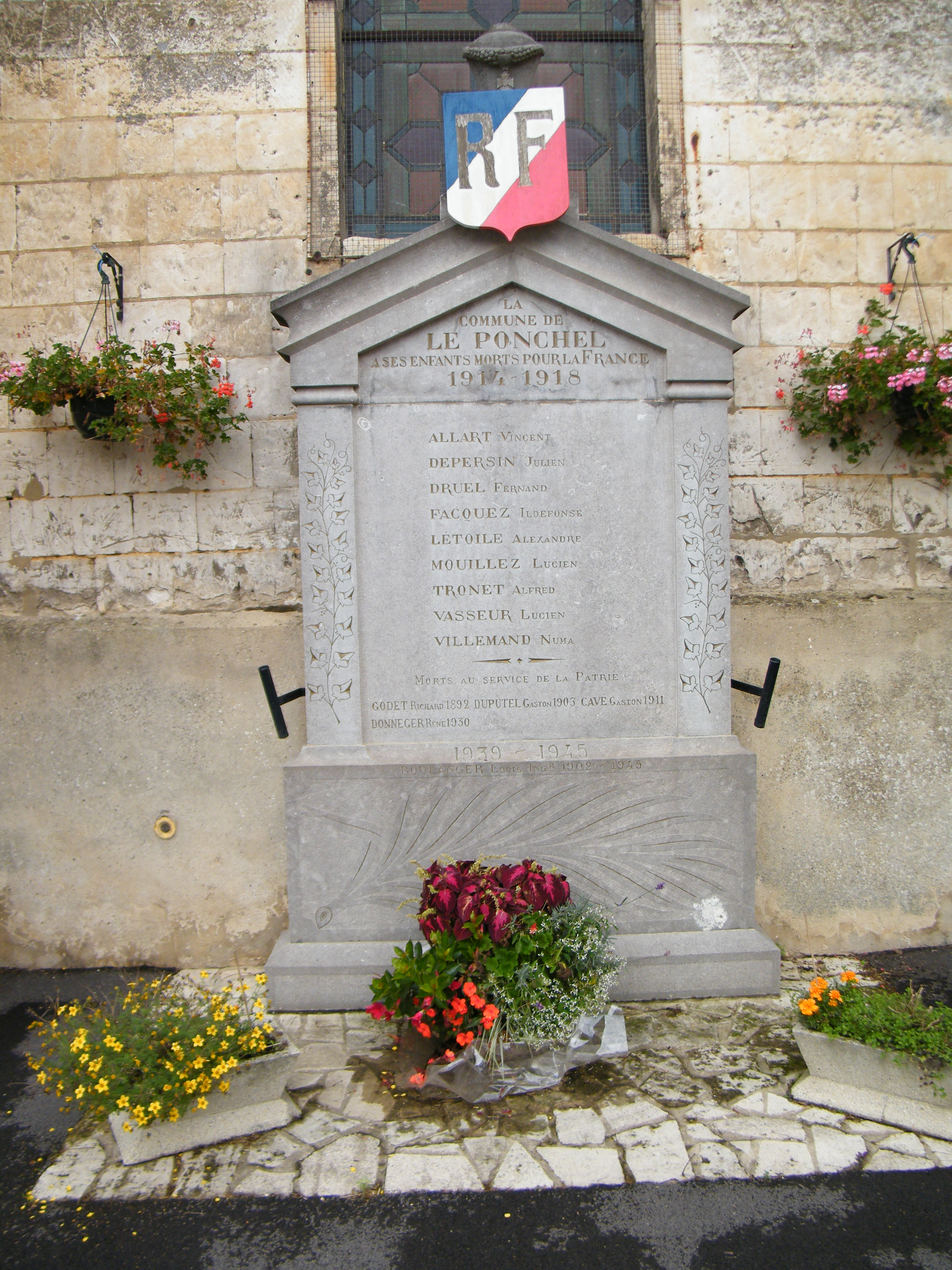
Kriegerdenkmal
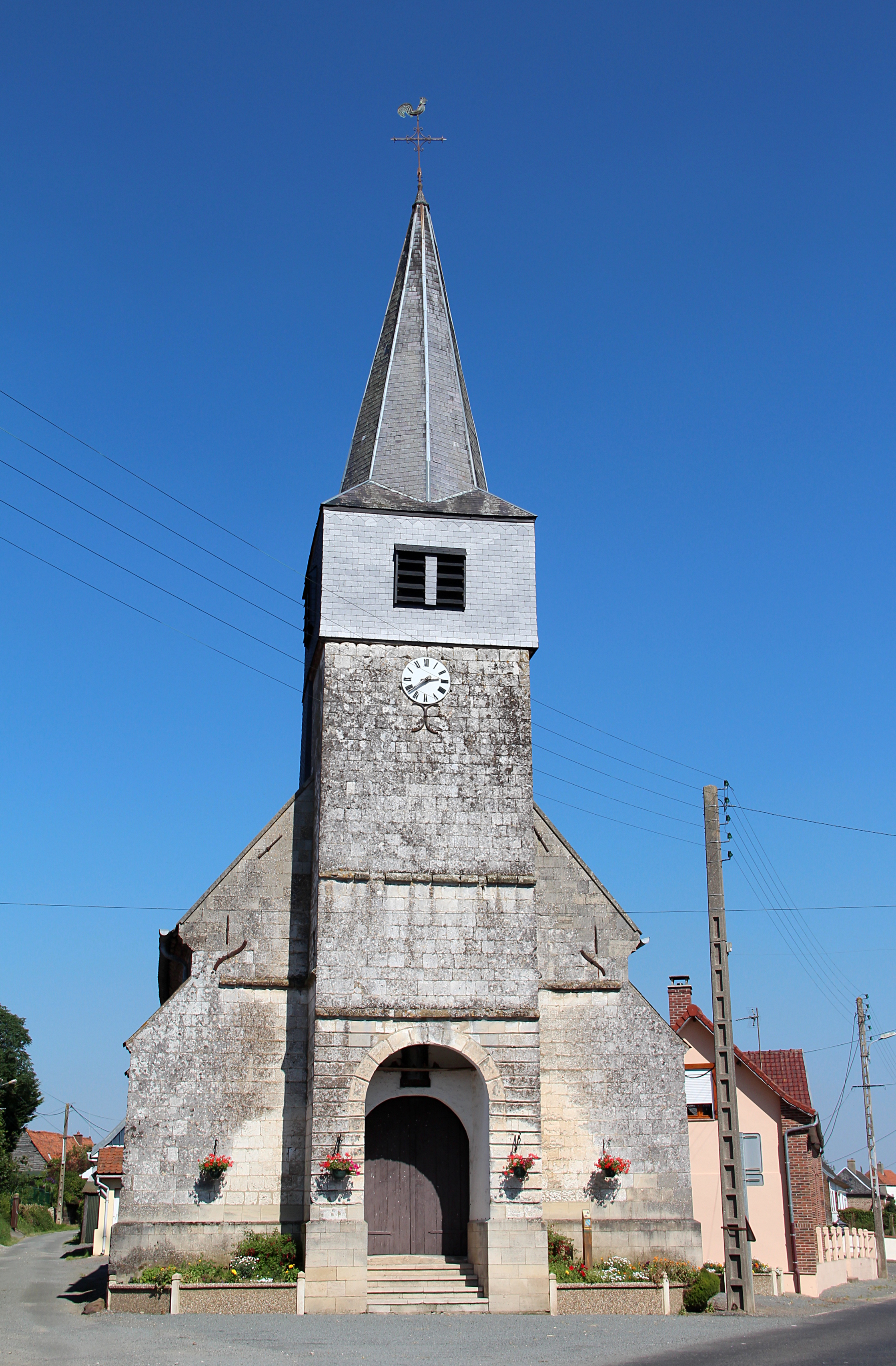
Kirche Saint-Jean-Baptiste
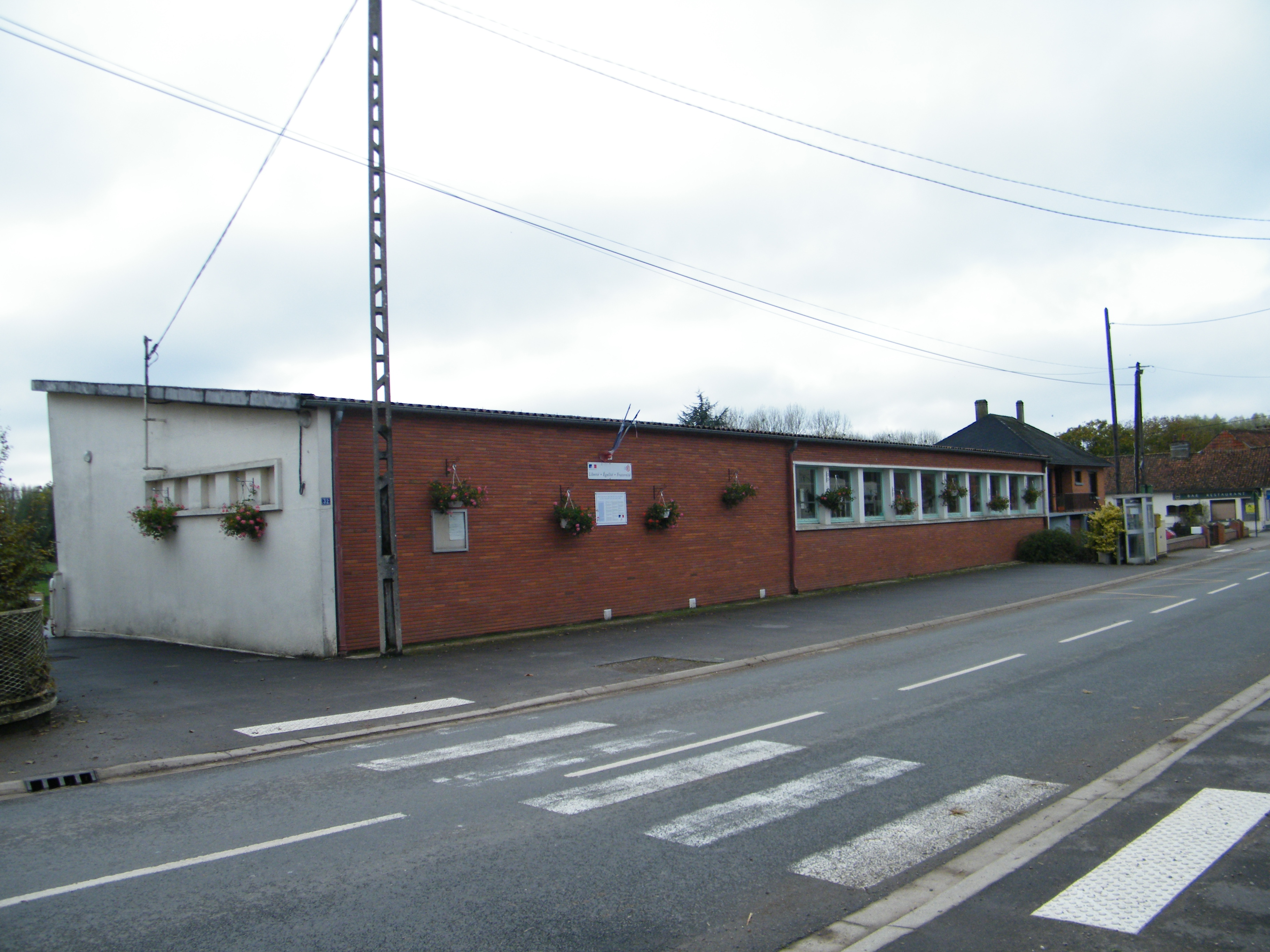
Rathaus